# Associação Esportiva Social e Recreativa Riopardense
A Associação Esportiva Social e Recreativa Riopardense, ou apenas Riopardense é um clube brasileiro de futebol, da cidade de Rio Pardo, no estado do Rio Grande do Sul. Foi fundada no dia 27 de julho de 2009.

## História
Fundada em 2009, disputou sua primeira competição oficial em 2010, a Copa FGF, que recebeu o nome de Copa Enio Costamilan, conquistando a sua primeira vitória frente ao Guarany de Bagé por um a zero na segunda rodada da competição, sendo eliminada na primeira fase.
Em 2011, a equipe disputa o Gauchão da Segunda Divisão, chegando até a terceira fase e a Copa FGF, denominada Copa Dra Laci Ughini, na chave 3 - Taça Região Fronteira, parando novamente na primeira fase.
Entre 2012 e 2014 o "Peixe" disputou a Divisão de Acesso do Campeonato Gaúcho. Sua melhor participação foi em 2013, com o apoio de empresários locais o clube chega até as quartas de final, sofrendo duas derrotas para o Santo Ângelo. Na temporada seguinte, já sem o suporte financeiro, o clube perde todos os quinze jogos que disputa na Divisão de Acesso, terminando com 5 gols marcados e 59 sofridos.
Após problemas financeiros o clube só retorna em 2020 para a disputa da Copa FGF. Nos anos seguintes o clube disputa o terceiro nível do Campeonato Gaúcho e a Copa FGF, sem nunca passar da primeira fase das competições.